# Düwag TW 601
TW 601 – prototyp silnikowego wagonu tramwajowego, zakupionego w 1970 r. przez przedsiębiorstwo Üstra dla kolei miejskiej w Hanowerze.

## Opis
W 1965 r. w Hanowerze rozpoczęto budowę podziemnych odcinków torów i przebudowę systemu tramwajowego na system kolei miejskiej, w związku z czym konieczne stało się zamówienie nowych wagonów, gdyż te eksploatowane wcześniej nie spełniały parametrów wymaganych przez kolej miejską. Nowy wagon miał być dwukierunkowy, dostosowany do obsługi wysokich peronów i zapewniać więcej komfortu dla podróżnych.
W celu przeprowadzenia jazd próbnych przedsiębiorstwo Üstra zamówiło w 1970 r. po jednym prototypowym wagonie w zakładach Linke-Hofmann-Busch, nr 600, oraz Duewag, nr 601. Te polakierowane w biało-czerwone barwy wagony były szerokie na 2,5 m i długie na 19,5 m. Były zatem o 15–30 cm szersze od eksploatowanych wówczas wagonów tramwajowych. Z tego też powodu na wielu odcinkach obowiązywał zakaz wjazdu dla tych wagonów, gdyż tory były położone zbyt blisko. Pod względem konstrukcyjnym obydwa wagony różniły się pewnymi cechami, aby móc przetestować różne rozwiązania i wdrożyć te najodpowiedniejsze w produkcji seryjnej. Prototypy testowano do 1975 r. głównie na linii nr 14 między Oberricklingen i Kirchrode, a po wprowadzeniu do ruchu wagonów TW 6000 zostały one odstawione.

## Historia
W 1975 r. prototypowy wagon przetransportowano do Vancouver w Kanadzie. Firma Siemens-Canada planowała wykorzystanie tramwaju jako pojazdu demonstracyjnego, do czego jednak nie doszło. W 1988 r. wagon przewieziono do Edmonton, gdzie od 2005 r. stacjonował w muzeum tramwajów (Edmonton Radial Railway Society) i kursował na muzealnej linii High Level Bridge.
Stowarzyszenie Förderverein Straßenbahn Hannover e.V., opiekujące się zabytkowymi tramwajami przedsiębiorstwa Üstra, zwróciło się w 2013 r. z zapytaniem do muzeum z Edmonton w sprawie możliwości zwrócenia tramwaju. Po zawarciu porozumienia stowarzyszenie z Hanoweru rozpoczęło zbiórkę 75 000 euro na pokrycie kosztów transportu. Po trzech latach sfinansowanie transportu stało się możliwe i 18 października 2016 r. tramwaj powrócił do Hanoweru.